# Hrabstwo Middlesex (New Jersey)
Hrabstwo Middlesex (ang. Middlesex County) – hrabstwo w stanie New Jersey w USA. Centrum administracyjnym hrabstwa jest miasto New Brunswick. W roku 2000 populacja hrabstwa wynosiła około 750 tys. Powierzchnia 835 km², z czego 802 km² to powierzchnia lądowa, a pozostałe 33 km² – wodna (rzeki, jeziora). Przepołowione przez rzekę Raritan, hrabstwo topograficznie typowe dla środkowego New Jersey, w większości płaskie, z małymi pagórkami. Najwyższy punkt to wzniesienie w South Brunswick Township, około 91,4 m n.p.m. Hrabstwo jest zarządzane przez siedmiu wybranych obywateli. Wybory odbywają się co trzy lata. Rada siedmiu wybiera Dyrektora i zastępcę spośród swych członków, oni też zarządzają departamentami hrabstwa.

## Miasta
- New Brunswick
- Perth Amboy
- South Amboy

## CDP
- Avenel
- Brownville
- Clearbrook Park
- Colonia
- Concordia
- Cranbury
- Dayton
- Fords
- Heathcote
- Iselin
- Kendall Park
- Kingston
- Laurence Harbor
- Madison Park
- Monmouth Junction
- Old Bridge
- Plainsboro Center
- Port Reading
- Princeton Meadows
- Rossmoor
- Sewaren
- Society Hill
- Whittingham
- Woodbridge